# محمل كروي
المحمل الكروي (بالإنجليزية: Spherical bearing)‏ هو محمل يسمح بالدوران حول نقطة مركزية في اتجاهين متعامدين (عادة ضمن حد زاوي محدد يعتمد على هندسة المحمل). وقد تدعم هذه المحامل عمودًا دوارًا في تجويف الحلقة الداخلية والذي يجب أن يتحرك ليس فقط بشكل دوراني، ولكن أيضًا بزاوية معينة. هذا المحمل اما أن يكون محمل عادي أو محمل دحروجي.

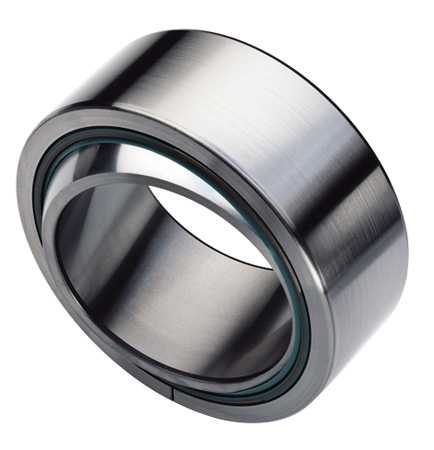
محمل عادي كروي.

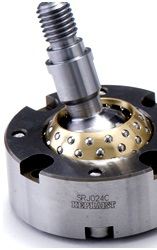
محمل أسطواني كروي، مع عناصر دوارة على سطح التلامس.

استخدمت المحامل الكروية ذاتية المحاذاة (Self-aligning spherical bearings) لأول مرة بواسطة جيمس ناسميث حوالي عام 1840 لدعم محامل عمود الخط في المطاحن وورش الآلات. بالنسبة للأعمدة الطويلة، كان من المستحيل محاذاة المحامل بدقة، حتى لو كان العمود مستقيمًا تمامًا. استخدم جيمس ناسميث أغلفة محامل نحاسية بين أكواب نحاسية نصف كروية للسماح للمحامل بالمحاذاة الذاتية.

## بناء
يمكن أن تكون المحامل الكروية ذات بنية هيدروستاتيكية أو ميكانيكية. يتكون المحمل الكروي في حد ذاته من حلقة خارجية وحلقة داخلية مع خاصية قفل تجعل الحلقة الداخلية أسيرة داخل الحلقة الخارجية في الاتجاه المحوري فقط. السطح الخارجي للحلقة الداخلية والسطح الداخلي للحلقة الخارجية كرويان ويعتبران معًا مجرى السباق وينزلقان ضد بعضهما البعض، بعد تشحيمهما او ان يكون مُشحم مسبقاً قبل البيع (maintenance-free) عادةً بمادة البولي تترافلوروإيثيلين (بولي رباعي فلورو الإيثيلين)، أو يتم تضمين عنصرًا متدحرجًا مثل مجموعة من المحامل الكروية لتقليل الأحتكاك.

## التطبيقات
تُستخدم المحامل الكروية في تعليق (مركبات) والمحركات وأعمدة تدوير القيادة والمعدات الثقيلة وآلات الخياطة والروبوتات والعديد من التطبيقات الأخرى: حيث يجب السماح للحركة الدورانية بتغيير محاذاة محور الدوران. ومن الأمثلة على ذلك «على الرغم من أن هذا نادرًا ما يستخدم عمليًا» هو محمل محور القيادة لتعليق ذراع التحكم في السيارة أو ذراع-أ (A-arm). تسمح آليات التعليق [الإنجليزية] للمحور بالتحرك لأعلى ولأسفل (والعجلة بالدوران لتوجيه السيارة)، ويجب أن تسمح محامل المحور بتغيير محور الدوران دون ربط. هذا مفهوم بسيط يوضح التطبيق المحتمل للمحمل الكروي. في الواقع تُستخدم المحامل الكروية في المكونات الفرعية الأصغر لهذا النوع من التعليق، على سبيل المثال أنواع معينة من المفاصل ذات السرعة الثابتة.

## أنظر أيضًا
- وصلة كروية [الإنجليزية] – هو المحمل الكروي الأكثر استخدامًا في آليات توجيه السيارات.
- وصلة هايم [الإنجليزية] – مفصل مفصلي ميكانيكي
- مسار تدحرج [الإنجليزية] – هو المسار في المحمل الذي تسير عليه العناصر الكروية المتدحرجة.
- محمل كروي ذاتي المحاذاة [الإنجليزية] – هو محمل محمل دحروجي.
- كرسي شاكير المائل [الإنجليزية] هو كرسي بارجل دوارة التي تُعد واحدة من أقدم التطبيقات الحاصلة على براءة اختراع لهذه التكنولوجيا.
- محمل أسطواني كروي [الإنجليزية] – هو نوع المحمل الدحروجي الذي يتحمل انحراف الزاوية.[1]

## روابط خارجية
- محمل كروي 101 مع صفوف مفردة ومزدوجة من الاسطوانات.